# Cymothoe adela
Cymothoe adela là một loài bướm thuộc họ Nymphalidae. Loài này được tìm thấy ở Guinea và Sierra Leone.